# Coroa de Dom Pedro I
A Coroa de Dom Pedro I é a coroa confeccionada ao primeiro Imperador do Brasil, Dom Pedro I, sendo parte das Joias do Império do Brasil. Foi utilizada pela primeira vez na coroação de D. Pedro I. Posteriormente, em 1831, foi substituída pela Coroa de Dom Pedro II. Após a proclamação da República, ela ficou desaparecida, até ser encontrada por um funcionário da Casa da Moeda, em 1943.

## Descrição

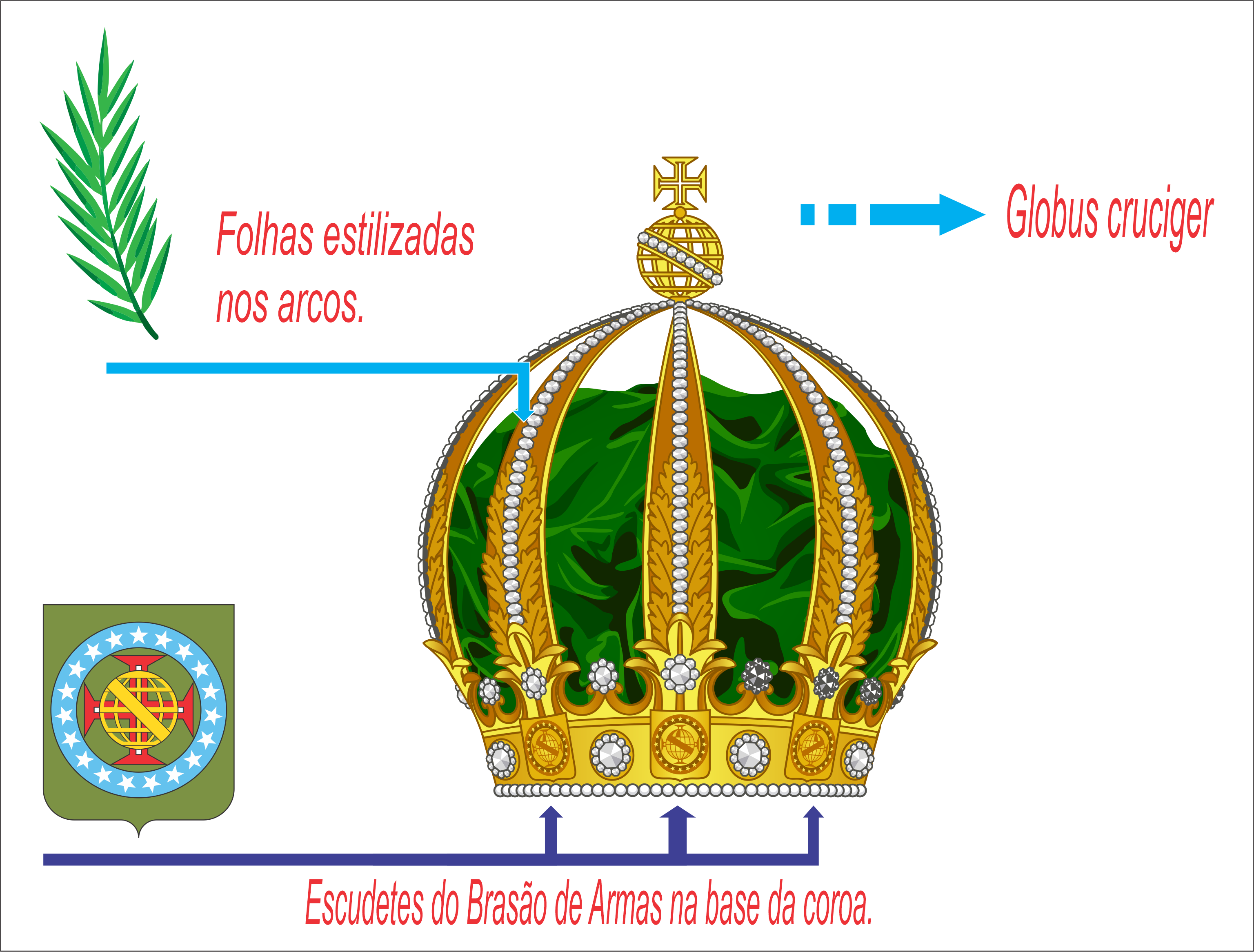
Planta descritiva das peças da feitura da coroa de Pedro I.

A Coroa de Dom Pedro I é feita de ouro de 22 quilates, possui um formato elíptico e mede 36,5 cm de altura e 20 cm de diâmetro e pesa 2,689 kg. A base é guarnecida de oito escudos com as armas imperiais (incluindo os ramos de café e tabaco) alternados com florões. Oito meios-arcos ornamentados por ramos de palmeira surgem do topo dos escudos, arrematando em um monde formado por uma esfera armilar encimada por uma cruz pattée, em referência a Imperial Ordem de Cristo, formando um Globus cruciger.

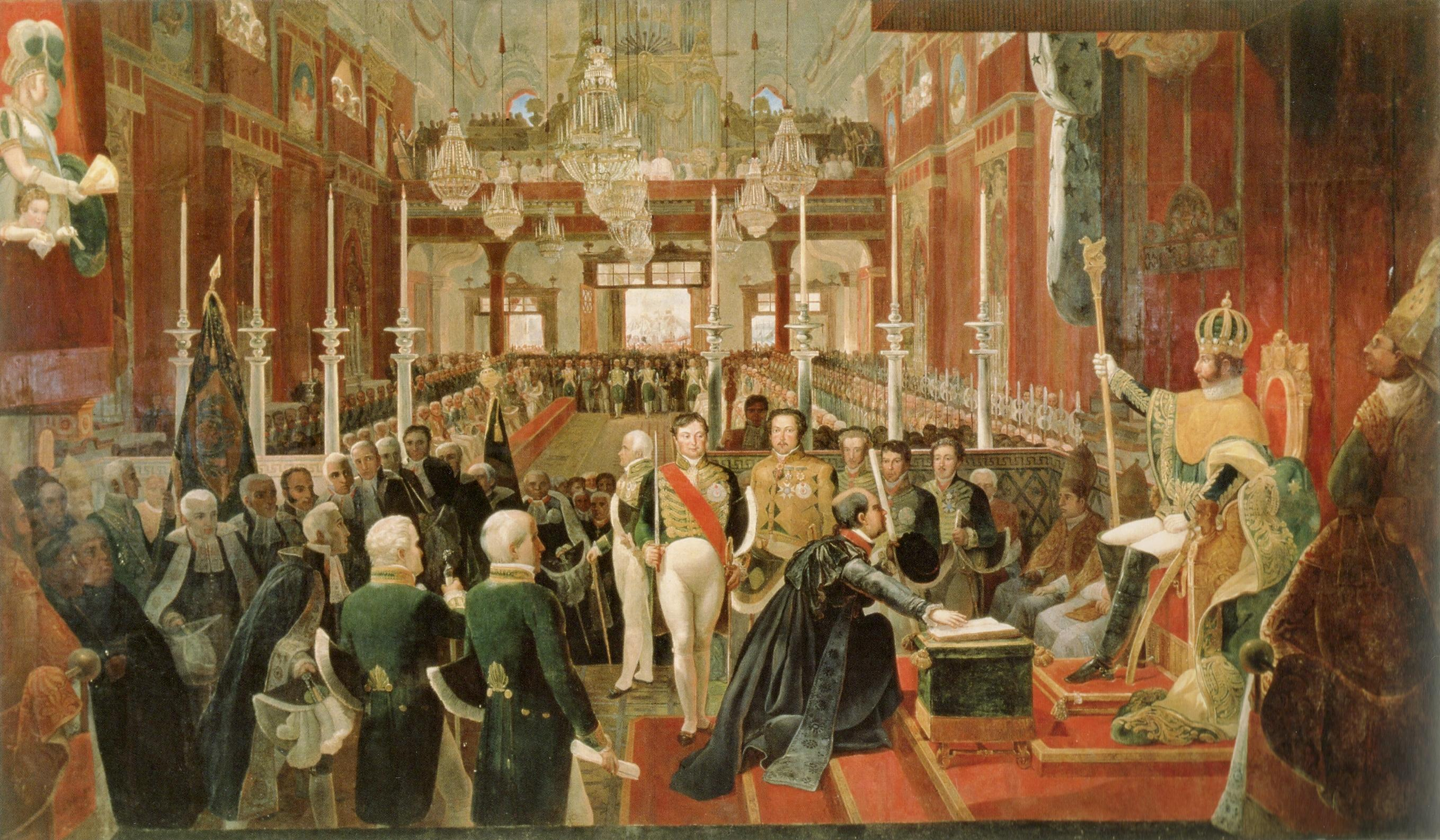
Coroação de D. Pedro I

Antes de ser trocada pela Coroa Diamantina, os nervos centrais das folhas de palmeira, o centro dos florões e a banda zodíaca da esfera armilar e a cruz eram incrustados de, ao todo, 639 diamantes e 227 brilhantes e seu interior era forrado por um forro de veludo verde.

## Uso

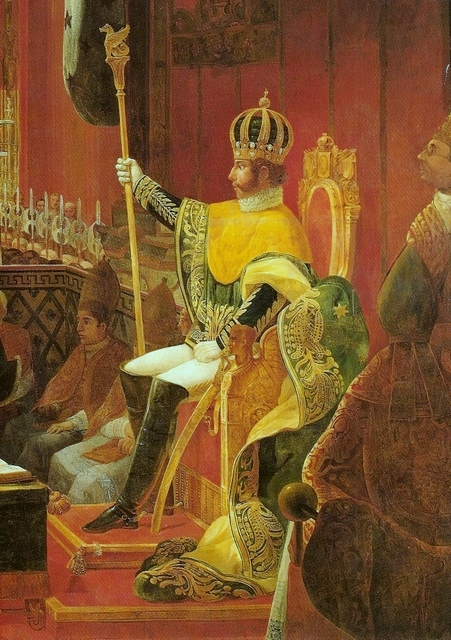
Detalhe da cerimônia de coroação por Jean-Baptiste Debret.

Além da coroação, a Coroa foi utilizada nas Falas do Trono, quando o Imperador fazia um discurso na abertura e fechamento do Parlamento Imperial Brasileiro, e em outras cerimônias oficiais. Ao ser trocada, a primeira coroa, junto a Espada do Ipiranga, será mostrada como símbolo do fundador do Império. Atualmente, está em exposição como parte acervo do Museu Imperial, em Petrópolis.

## Cores oficiais do forro

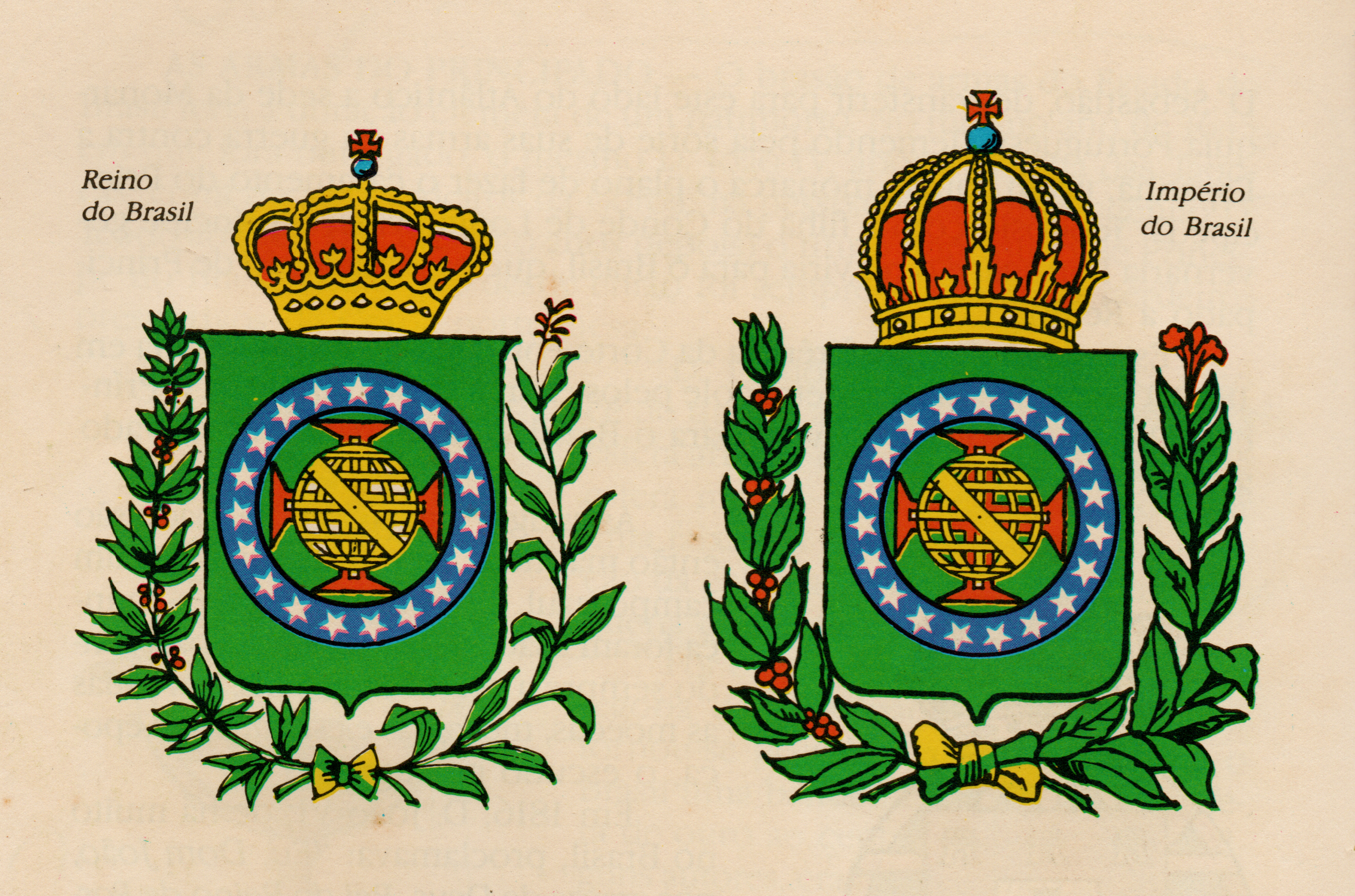
O padrão na coroa deve ser o vermelho quando for no brasão e na bandeira Imperiais.

A heráldica brasileira sustenta que o forro de ambas as coroas do imperadores brasileiros tem um diferencial na feitura para a cor do forro interno. A saber, quando a coroa for a peça de uso do imperador o referido forro deve ser na cor verde - assim, valendo também, quando a mesma for representada nos brasões pessoais dos imperadores ou demais membros da família imperial, mas quando a mesma for a do Brasão e da bandeira imperiais seria em goles, isto, é o vermelho nos termos da heráldica.